# ЛБ-НАТИ
ЛБ-НАТИ — советский экспериментальный лёгкий бронеавтомобиль. Аббревиатура ЛБ расшифровывается, как «лёгкий бронеавтомобиль».

## История

### Проектирование
Пока шли работы по проектированию и изготовлению трёхосных бронеавтомобилей ЛБ-23 и БА-21, научно-исследовательский тракторный институт начал создание аналогичной по боевому назначению машины, оснащённой двумя осями с полным приводом. По результатам испытаний колёсной формулы 6х4 от неё было принято решение отказаться в пользу полноприводного шасси с колёсной формулой 4х4, благодаря которой удавалось значительно повысить проходимость машины. Ранее эффективность такой колёсной формулы была показана ещё во времена Первой Мировой войны, когда на вооружение российской армии поступило 30 бронемашин Джеффри-Поплавко, оснащённых именно такой ходовой частью. В связи с различными причинами тема с созданием боевой машины долго оставалась незатронутой, и лишь в 1937 году конструкторская бригада под руководством старшего инженера Н.Коротоношко приступили к созданию лёгкой бронемашины повышенной проходимости.
На начальном этапе разработка машины продвигалась быстро и в инициативном порядке, результатом трудов стали первые эскизы. Об этом были уведомлены УММ РККА и наркомат обороны СССР, поддержавшие инженеров НАТИ. Например, в докладе «О состоянии опытных работ проводимых по решению правительства № 198сс» была упомянута работа конструкторского коллектива НАТИ над новым двухосный бронеавтомобиль, сборка шасси для которого ожидается к 15 мая, а самой машины — к 1 августа 1939 года.

Несмотря на эти планы, первый эскизный проект был подан на рассмотрение УММ РККА только в августе. Коллектив научно-исследовательского тракторного института предложил боевую машину весом 3600 кг, бронированием до 10 мм и вооружением, представленным спаренной установкой пулемётов ДТ и ДШК в башне. Конструкция шасси по большей части была заимствована у ГАЗ-АА и доработана. В качестве двигателя был выбран «Додж» мощностью 72 л. с..

Военная комиссия в целом одобрила проект, однако предложила ряд изменений, среди которых рекомендовалось установить второй пулемёт ДТ в лобовом листе корпуса и внести некоторые мелкие конструктивные изменений. Одновременно с тем машине присвоили обозначение БА-НАТИ, которое было изменено на ЛБ-НАТИ. Опытного образец ЛБ-НАТИ был изготовлен на Выксунском заводе ДРО, где этот бронеавтомобиль проходил по документации как БА-8 НАТИ.

### Испытания и отказ от серийного производства
Сборка прототипа ЛБ-НАТИ завершилась в сентябре 1939 года. Сразу же после того автомобиль был допущен к предварительным пробегам и обкаткам. После того бронеавтомобиль был передан на ходовые испытания, проводившиеся на НИБТ полигоне в подмосковной Кубинке. С 25 ноября 1939 г. по 20 марта 1940 г. опытный образец ЛБ-НАТИ прошёл 2998 км. Машина имела неоспоримые преимущества в передвижении по пересечённой местности, грязи и снежной целине, намного превосходя не только серийные ФАИ и БА-20 по своим характеристикам, но и опытные трёхосные БА-21 и ЛБ-23. Кроме того, ЛБ-НАТИ несколько превосходил их по дальности хода, вооружению и бронезащите. Несмотря на все вышеперечисленные превосходства, ЛБ-НАТИ осталась экспериментальной бронемашиной. Причиной тому была не только экспериментальная направленность при разработке ЛБ-НАТИ, но и многочисленные недостатки, выявление в ходе пробега. В составленном военной комиссией отчёте указывалось:
«а) По бронеавтомобилю в целом:

1. Вес не соответствует требованиям макетной комиссии и должен быть не более 3800-4400 кг;

2. Перегрузка передней оси недопустима как по сроку службы шин ГК, так и по уменьшению проходимости бронеавтомобиля по дорогам и мягким фунтам;

3. Недопустимо быстрый износ двигателя вследствие его непригодности для работы с длительной перегрузкой;

б) По шасси:

1. Рессоры не обладают достаточной прочностью;

2. Стойки передних и задних амортизаторов недостаточно прочные;

3. Крепление переднего моста к рессорам только хомутами ненадежно.

в) По вооружению:

1. Заряжание пулемета ДШК возможно только при максимальном его угле возвышения, так как крышка приемника упирается в крышу башни.

г) По корпусу и башне:

1. Установка башни Т-40 имеет те же недостатки, которые были отмечены при полигонном испытании Т-40;

2. Установка бронировки фар нецелесообразна;

3. Крепление броневой защиты дифференциала переднего моста ненадежно;

4. Защита задних рессор выполнена сложно, не позволяет проводить осмотр рессор;

5. Крепление бортовых листов брони, защищающих трансмиссию, сделано неудачно. Листы необходимо снимать целиком при ремонте передних и задних рессор»
В связи с выявленными недостатками, в представленном виде рекомендовать бронеавтомобиль ЛБ-НАТИ к серийному производства комиссия НИБТ полигона не могла. Завершающие выводы по этому броневику были следующими:
«1. БА-НАТИ по мощности вооружения, надежности броневой защиты, боекомплекту, динамическим качествам и запасу хода значительно лучше легких бронеавтомобилей ЛБ-23 и БА-20.
2. БА-НАТИ не соответствует следующим основным требованиям макетной комиссии:

а) Общему весу и нагрузке на переднюю ось;

б) Обзорности;

в) По проходимости БА-НАТИ лучше бронеавтомобили ЛБ-23 и БА-20 при движении по грязным разбитым проселочным дорогам с твердым основанием, непересеченной местности и снежной целине.

4. Бронеавтомобиль ЛБ-НАТИ может быть рекомендован на вооружение Красной Армии только после устранения недостатков, отмеченных в выводах отчета и выполнения решений макетной комиссии»
В конечном итоге бронеавтомобиль ЛБ-НАТИ так и остался прототипом и развития проекта не получил. Позднее единственный построенный прототип был разобран.

## Описание
Проектирование утверждённого варианта ЛБ-НАТИ производилось «с оглядкой» на зарубежные образцы лёгких бронеавтомобилей, в особенности на построенные в Германии. Инженеры НАТИ использовали общий с ними принцип установки броневых листов: как и у немецкого аналога борта советского бронеавтомобиля были выполнены двускатными, причём основные листы имели наклон к вертикали 25°. Толщина брони составляла от 7 до 10 мм. Подобное бронирование обеспечивало защиту от бронебойных пуль калибра не более 7,62-9 мм и мелких осколков.

Корпус ЛБ-НАТИ делился на три части: моторное отделение, отделение управления и боевой отсек. В моторном отделении был установлен карбюраторный 6-цилиндровый двигатель типа «Додж» мощностью 72 л. с., который со всех сторон был защищён 10 мм бронёй. Общий объём топлива составил 110 литров, размещённый в трёх бензобаках. Следом за ним находилось отделение управления. Место водителя с рулевой колонкой, приборами управления и рычагами КПП размещалось с левой стороны, место пулемётчика, обслуживавшего 7,62-мм пулемёт ДТ установленный в лобовом листе корпуса, находилось справа. В кормовой части машины размещалось боевое отделение. Здесь находилось место командира бронеавтомобиля, радиостанция, боекомплект и основное вооружение.

По сравнению с более ранними разведывательными машинами вооружение было заметно усилено: в установленной башне от лёгкого танка Т-40 был размещён крупнокалиберный 12,7-мм пулемёт ДШК и спаренный с ним пулемёт ДТ. Боекомплект, уложенный по бортам, состоял из 400 патронов для ДШК и 2205 патронов для ДТ. Дополнительно также имелась укладка на 20 ручных гранат типа Ф-1. Рядом с местом командира находилась приёмо-передающая радиостанция 71-ТК-3 со штыревой антенной. Для эвакуации экипажа в случае такой необходимости днище машины был оборудовано аварийным люком.

Шасси бронеавтомобиля спроектировали на основе укороченной ходовой части от ГАЗ-АА. Для этого инженерам НАТИ потребовалось укоротить его базу, одновременно сохранив КПП и тормоза. Карданные валы взяли от ЗиС-101, укороченный задний мост — от ГАЗ-ААА. Передний ведущий мост был изготовлен по схеме «Мармон» на основе дифференциала от ГАЗ-АА с изменёнными полуосями и одной половинкой картера, подвеска осей осуществлялась на 4-х полуэллиптических рессорах. В НАТИ были спроектированы только поворотные цапфы, установленные на радиально-упорных подшипниках, а также раздаточная коробка и демультипликатор, соединённые в единый блок. Таким образом, масса автомобиля составила 4580 килограмм.